# Lexington (Illinois)
Lexington je grad u američkoj saveznoj državi Ilinois. Prema popisu stanovništva iz 2010. u njemu je živjelo 2.060 stanovnika.